# Marek Gancarczyk
Marek Gancarczyk (Grodków, 19 febbraio 1983) è un ex calciatore polacco, di ruolo centrocampista.

## Biografia
Ha un fratello Janusz Gancarczyk, anch'egli calciatore.

## Carriera
In passato ha giocato per il MKS Oława, il Górnik Polkowice.